# Opečna gotika
Opečna gotika (nemško Backsteingotik, poljsko Gotyk ceglany, nizozemsko Baksteengotiek) je poseben slog gotske arhitekture, ki je običajna v severozahodni in srednji Evropi, zlasti v regijah ob Baltskem morju in okoli njega, ki nimajo virov naravnega kamna, v mnogih krajih je veliko ledeniških balvanov. Objekti so v bistvu zgrajeni iz opeke. Stavbe, razvrščene kot opečna gotika (z natančno opredelitvijo arhitekturnega sloga, ki temelji na geografski legi), najdemo tudi v Belgiji (in zelo severni Francije), na Nizozemskem, v Nemčiji, na Poljskem, v Litvi, v Latviji, Estoniji, Kaliningradu), na Švedskem in Finskem.
Ker je v 12. stoletju v severozahodni in srednji Evropi prišla uporaba pečena rdeča opeka, so najstarejše takšne zgradbe klasificirane kot opečna romanika. V 16. stoletju je opečno gotiko nadomestila opečna renesančna arhitektura.
Za opečno gotiko je značilno pomanjkanje figuralnega arhitekturnega okrasja, razširjenega v drugih slogih gotske arhitekture. Tipično za regijo ob Baltskem morju je kreativna razdelitev in strukturiranje sten, z uporabo zgrajenih ornamentov in barvnega kontrasta med rdečimi opekami, glaziranimi opekami in belim apnom. Kljub temu pa te značilnosti niso niti vsesplošne niti izključne. Mnoga stara mestna središče, v katerih prevladuje opečna gotika, pa tudi nekatere posamezne strukture, so na seznamu Unescove svetovne dediščine.
Dejanski obseg in resnično raznolikost te opečne arhitekture je treba razlikovati od stanja s konca 19. in začetka 20. stoletja, še posebej v letih po koncu prve svetovne vojne, ko je bila vplivana politično.
Dejansko stoji približno četrtina srednjeveške gotske opečne arhitekture na Nizozemskem, v Flandriji in v francoski Flandriji. Nekatere izjemne stavbe so kombinacija opeke in kamna. Stolpi cerkve svete Marije v Lübecku, najvišje cerkev opečne gotike v regiji ob Baltskem morju, ima vogale iz granita. Mnoge vaške cerkve v severni Nemčiji in na Poljskem imajo opečno gotsko zasnovo, vendar je večina njihovih zidov nastala iz balvanov.

## Arhitektura
Različno od drugih slogov, definicija opečna gotika temelji na materialu (opeka) in s strožjo opredelitvijo geografske omejitve (države okoli Baltskega morja). Poleg tega obstaja več oddaljenih regij z opečnimi stavbami, ki imajo značilnosti tega arhitekturnega sloga še bolj južno, vzhodno in zahodno, med njimi so Bavarska, zahodna Ukrajina in Belorusija, skupaj z južnim delom Norveške.

## Zgodovinski pogoji
V času srednjeveške germanske širitve na vzhod so v 12. in 13. stoletju slovanska območja vzhodno od Labe naselili trgovci in kolonisti iz prenaseljenega severozahodnega dela Nemčije. Leta 1158 je Henrik Lev ustanovil Lübeck, leta 1160 pa osvojil slovansko kneževino Schwerin. To delno nasilno kolonizacijo je spremljalo pokristjanjevaanje Slovanov in ustanovitev škofij v Ratzeburgu, Schwerinu, Camminu, Brandenburgu in drugod.
Na novo ustanovljena mesta so se kmalu pridružila Hanseatski ligi in oblikovala Vendski krog s središčem v Lübecku in Gotland-Livonski krog z glavnim središčem v Talinu (Reval). Za premožna trgovska hanseatska mesta je bila značilna zlasti religiozna in profana reprezentativna arhitektura, kot so cerkve, mestne hiše, Bürgerhäuser, tj. zasebna stanovanja bogatih trgovcev ali mestna vrata. Na podeželskih območjih je samostanska arhitektura menihov močno vplivala na razvoj opečne arhitekture, zlasti prek cistercijanov in premonstratencev. Med Prusijo in Estonijo so Tevtonski vitezi zagotovili svojo vladavino tako, da so postavili številne Ordensburgen (gradove), od katerih je bila večina tudi opečna.
V regijah vzdolž južne obale Baltskega morja je bila uporaba opeke skoraj istočasna kot umetnost kamnoseštva. Toda na Danskem, še posebej Jutlandu, v frizijskih regijah, današnji Nizozemski in v regiji Spodnji Ren, je bilo zgrajenih veliko visokokakovostnih srednjeveških kamnitih stavb, preden je bila pečena prva srednjeveška opeka. Kljub temu so te regije razvile gosto gotsko opečno arhitekturo tako daleč kot v regijah blizu južne obale Baltskega morja. Poleg tega so imele osrednje in južne regije na Poljskem nekaj pomembnih zgodnjih kamnitih stavb, zlasti znamenitih okroglih cerkva. Veliko teh stavb je bilo sčasoma razširjenih ali jih je izpodrinila opeka v gotskem slogu. Zlasti v Flandriji, na Nizozemskem, v spodnji regiji Rena, v Malopoljski in v Zgornji Šleziji, imajo stavbe iz opeke, vendar morajo imeti nekatere elemente iz kamna. Na Nizozemskem je bil večinoma tuf, na Danskem so granit in apnenci. Po drugi strani pa so bili v mnogih regijah, ki naj bi bile klasične za opečno gotiko, balvani cenejši od opeke, zato je veliko stavb iz balvanov in so samo okrašene z opeko, v dobi gotske arhitekture.

### Razvoj
Opečna arhitektura je postala prevladujoča v 12. stoletju, še vedno v obdobju romanske arhitekture. Lesena arhitektura je že dolgo vladala v severni Nemčiji, vendar je bila neustrezna za gradnjo monumentalnih struktur. Skozi območje opečne gotike je bila predalčna lesena gradnja tipična arhitektura za manjše zgradbe, zlasti na podeželju, tudi še v sodobnem času.
Tehnologije gradnje in okraševanja v opeki je bila uvožena iz Lombardije. Sprejete so bile tudi nekatere dekorativne oblike lombardske arhitekture.
Na območjih, kjer so prevladovali Welfi, se je uporaba opeke kot nadomestitev naravnega kamna začela s stolnicami in župnijskimi cerkvami v Oldenburgu (Holstein), Segebergu, Ratzeburgu in Lübecku, kjer je Henrik Lev postavil temeljni kamen stolnice leta 1173.
V mejni grofiji Brandenburg je pomanjkanje naravnega kamna in razdalje do Baltskega morja (ki se je, tako kot reke, lahko uporabil za prevoz težkih tovorov) zahtevalo uporabo alternativnih materialov. Opečna arhitektura se je začela z Brandenburško stolnico v kraju Brandenburg an der Havel leta 1165 pod Albertom Medvedom. Jerichowski samostan (tedaj del nadškofije Magdeburg), katerega gradnja se je začela že leta 1149, igra ključno vlogo v opečni gotiki v Brandenburgu.

## Značilnosti
Romanska opečna arhitektura je ostala tesno povezana s sodobno kamnito arhitekturo in preprosto prevedla njen slog in repertoar v nov material. Dosežene tehnike in dekorativni elementi, ki ustrezajo 'novemu' materialu, so bili uvoženi iz severne Italije, kjer so bili razviti v lombardskem slogu. Med temi tehnikami je bila zelo pomembna uporaba predoblikovane opeke za uresničitev občutljivih okraskov. Opečna gotika temelji tudi na romanski gradnji (v kamnu in opeki)i, vendar so v osrednjih regijah romanske kamnite stavbe redke in pogosto skromne.
V večini regij opečne gotike so bili na voljo balvani in cenejši kot opeka. V nekaterih regijah je bil na voljo tudi rezan kamen. Zato so poleg vseh opečnih stavb začeli graditi v kamnu, ki jih dokončali z opeko ali so bile zgrajene iz balvanov, okrašene z opeko ali so bile zgrajene iz opeke in okrašene z rezanim kamenjem, na primer v Malopoljskem in Šleziji.
Opečne gotske stavbe so bile pogosto obsežne in monumentalnih velikosti, a precej preproste glede zunanjega videza, ki jim manjka tankočutnost območij na jugu. Kljub temu to ni bilo izključno.
Poleg tega nobena od teh zgradb danes ni popolnoma enaka kot v srednjem veku. Mnoge med njimi so v baročnem slogu preoblikovali v 19. stoletju (ali pa so bile popravljene po drugi svetovni vojni). Zlasti v 19. stoletju so bile nekatere stavbe tako očiščene. V mestnih hišah Lübecka in Stralsunda so bila srednjeveška okna iz kamna zamenjana z novimi iz opek.
Medtem ko so navadni ljudje živeli zelo mirno, so bile nekatere skupine, ki so bile pomembne za postavitev stavb, mednarodno mobilne, škofi, opati, visoka aristokracija in trgovci na dolge razdalje, ki so se odločili graditi in visoko usposobljeni strokovnjaki med obrtniki. Zato so na opečno gotiko okoli Baltskega morja močno vplivale francoske stolnice in gothique tournaisien ali šeldska gotika iz Flandrije (kjer je bilo postavljenih nekaj pomembnih stavb opečne gotike).
Eden značilnih poudarkov strukture sten, kontrasta štrlečih vidnih opek in ometov nišnih predelov, je bil že razvit v Italiji, vendar je postal prevladujoč v baltski regiji.

### Opeka kot osnovni material
Ker so bile opeke narejene iz gline, ki je bila na voljo v velikih količinah v severnonemški ravnini, so hitro postale normalna zamenjava za gradbeni kamen. Tako imenovani samostanski format je postal standard za opeke, ki so se uporabljale v reprezentativnih stavbah. Opeka meri okoli 28 x 15 x 9 cm do 30 x 14 x 10 cm, s fugo okoli 1,5 cm. V nasprotju s klesanim kamnom v gotiki, opeke niso izdelovali lokalno v delavnicah (Bauhütten), temveč v specializiranih podjetjih zunaj kraja.
- Opečni zid
- Oblikovana opeka
- Glazirana opeka
- Glazirana oblikovana opeka

### Elementi
Uporabo oblikovane opeke za krogovičje in frize najdemo tudi v nekaterih zgradbah severozahodne gotske opečne arhitekture. Virtuozna uporaba elementov v nekaterih gotskih zgradbah v severni Italiji, od koder so izhajale izredno sofisticirane tehnike, se je razvila v lombardskem romanskem obdobju. Tam je takšne opečne dekoracije mogoče najti tudi na stavbah, ki so večinoma postavljene v klesancu. Nekatere italijanske gotske opečne stavbe imajo tudi frize iz terakote.
Medtem ko je bil v notranji severni Nemčiji in na Velikopoljskem naravnega kamna skoraj ni bilo, so ga lahko pristaniška mesta zlahka uvažala. Zato ima cerkev sv. Marije v Lübecku, ki na splošno velja za osnovni primer opečne gotike, dva portala iz peščenjaka, robovi njenih velikih stolpov pa so zgrajeni iz klesanca, kar je običajno značilno za gotske opečne zgradbe na Nizozemskem in regiji Spodnji Ren. In zelo vitki stebri Briefkapelle so iz granita iz Bornholma.
V gotskih opečnih stolpih cerkva v Wismarju in cerkev sv. Nikolaja v Stralsundu se kamen ne uporablja za zidanje, ampak za kontrast barv. V Gdanski sveti Mariji je vseh pet bočnih portalov in nekaj preprostih, a dolgih vencev iz klesanca.

## Nemčija
Opečno arhitektura najdemo predvsem na območjih, kjer ni dovolj naravnih zalog gradbenega kamna. To velja za severnoevropske nižinske regije. Ker nemški del te regije (severne nemške ravnice, razen Vestfalije in Porenja) v veliki meri sovpadajo z območjem, na katerem je vplivala Hanseatska liga, je opečna gotika postala simbol te močne zveze mest. Skupaj z nizko nemščino predstavlja pomemben element v severno-nemškem kulturnem območju, še posebej v zvezi s poznim ustanavljanjem mest in območji kolonizacije severno in vzhodno od Labe. V srednjem veku in zgodnjem modernem obdobju se je to kulturno območje razširilo po južnem delu baltske regije in pomembno vplivalo na Skandinavijo. Najjužnejše strukture iz opečne gotike v Nemčiji je Bergkirche (gorska cerkev) v Altenburgu v Turingiji.
Na severozahodu, še posebej ob rekah Weser in Laba, bi se peščenjak iz gora osrednje Nemčije lahko prevažal relativno enostavno. To je povzročilo sintezo slogov vzhodno od Labe z arhitekturnimi tradicijami Porenja. Tukaj so se opeke večinoma uporabljale za stene, medtem ko je bil peščenjak uporabljen za plastične podrobnosti. Ker opeka v tem slogu nima estetske funkcije, večina severozahodnih nemških struktur ni del opečne gotike. Stavbe v bližini Spodnjega Porenja so bolj povezane z nizozemsko gotiko kot s severnonemško.

### Bavarska opečna gotika
Na Bavarskem je veliko gotskih opečnih zgradb, nekatere v krajih brez kamnolomov, kot so München, nekatere pa v krajih, kjer je na voljo tudi naravni kamen, kot je Donauwörth. Nekatere od teh stavb imajo okrasje tako iz oblikovane opeke kot klesanca, pogosto tufa. Tudi stene nekaterih stavb so opečne, v nekaterih stavbah pa je osnova stene kamnita. Večina cerkva ima skupni značilni bavarski opečni gotski slog. Frauenkirche v Münchnu je največja (gotska in popolnoma) opečna cerkev severno od Alp. Primeri so še Cerkev svetega Martina, Landshut in dve drugi cerkvi v Landshutu in Herzogsburg v Dingolfingu.

## Poljska
Opečna gotika na Poljskem je včasih opisana kot del poljskega gotskega sloga. Čeprav je velika večina gotskih stavb znotraj meja moderne Poljske zgrajena iz opeke, izraz vključuje tudi neopečne gotske strukture, kot je Wawelska stolnica v Krakovu, ki je večinoma kamnita. Načelo, značilno za poljski gotski slog, je omejena uporaba kamnitega dela, ki dopolnjuje glavno gradnjo iz opeke. Kamen je bil v prvi vrsti namenjen okenskim in vratnim okvirom, obokanim stebrom, rebrastim obokom, temeljem in okrasju, medtem ko je opeka ostala osnovni gradbeni material, ki se je uporabljal za postavitev zidov in stropov. Ta omejena uporaba kamna kot dodatnega gradbenega materiala je bila najpogostejša na Malopoljskem in jo je omogočila obilica apnenca v regiji - še bolj severno v regijah Velikopoljske, Mazovije in Pomorjansko uporaba kamna praktično ni obstajala.

### Opečna gotika v Pomeraniji
Velik del obale Baltskega morja je v obdobju od 12. stoletja do leta 1637 pripadalo Griffinskemu vojvodstvu Pomorjansko. Danes je njegovo ozemlje razdeljeno na dva dela - srednji in vzhodni je na Poljskem in zahodni del v Nemčiji. Najbolj znani gotski spomeniki na tem področju so romansko-gotska stolnica svetega Janeza Krstnika v Kamień Pomorski, cistercijanska opatija v Kołbaczu, ruševine opatije Jasienica v Police, ruševine opatije Eldena (danska fundacija) v Greifswaldu, cerkev svete Marije v Usedomu, grad Pomorjanskih vojvod v Darłowu, ostanki gradu Löcknitz, cerkev svetega Nikolaja v Greifswaldu, cerkev svetega Nikolaja v Stralsundu, cerkev svete Marije v Stralsundu, cerkve svete Marije in svetega Nikolaja v Anklamu, cerkev svete Marije v Stargardu, cerkev svetega Nikolaja v Wolinu, cerkev svetega Petra v Wolgastu, stolnica bazilika svetega Jakoba v Szczecinu, stolnica Brezmadežnega spočetja Blažene device Marije v Koszalinu, bazilika Vnebovzetja Blažene device Marije v Kołobrzegu in cerkev Naše gospe v Sławnu ter mestne hiše v Stralsundu, Szczecinu (Stara mestna hiša) in Kamień Pomorjanski. Najpomembnejši obrambni sistemi so bili v Szczecinu in Dąbieju (sedanjem okraju mesta Szczecin), Pyrzyce, Usedom, Greifswald, Anklam in Stargard z vodnimi vrati na reki Ina, imenovani Stargard Mühlentor.

## Severna Francija
Celo regija Westhoek v Flandriji, na severu Francije, med Belgijo in Dovrsko ožino ima opečno gotiko, z visoko gostoto posebnih zgradb. Na primer, obstaja neverjetna podobnost med zvonikom v Dunkerqueu in stolpom cerkve svete Marije v Gdansku.

## Neogotika 19. stoletja
V 19. stoletju je neogotski slog oživil opečno gotiko. Cerkve iz 19. stoletja najdemo po vsej severni Nemčiji, Skandinaviji, na Poljskem, v Litvi, na Finskem, na Nizozemskem, v Rusiji, v Veliki Britaniji in Združenih državah.
Pomembne cerkve v tem slogu so stolnica svetega Čada, Birmingham (1841) delo Augustusa Pugina, stolnica v Mikkeliju na Finskem iz leta 1897 in cerkev svetega Jožefa v Krakovu na Poljskem je pozni primer oživljanja sloga.